# Hampstead
Hampstead er en del af London i England. Det ligger i Inner London og er en del af Camden.
Det er kendt for sin intellektuelle, kunstneriske, musikalske, velhavende og litterære beboere og for den store, kuperede park Hampstead Heath.
Nogle af de dyreste boliger i London ligger her med store huse til flere millioner £. Det højeste antal millionærer i hele Storbritannien bor her.
I 1965 blev den selvstændige kommune Metropolitan Borough of Hampstead indlemmet i den nydannede Camden Kommune.
51°33′15″N 0°10′28″V / 51.5541°N 0.1744°V